# London Dialectical Society
A London Dialectical Society foi uma associação constituída na Grã-Bretanha que, em fins do século XIX, investigou os fenômenos do espiritismo.

## História
Fundada em 1867, congregava indivíduos considerados altamente profissionais em suas áreas. Com o surgimento e popularidade do Espiritismo naquele país, a sociedade deliberou, em 26 de janeiro de 1869, "...investigar os fenômenos supostamente manifestações espirituais, e informar". A comissão encarregada dessa tarefa era composta por 33 membros, entre os quais duas senhoras, sendo quase todos pessoas de elevado nível cultural e ético.

## O relatório da Comissão
O relatório da comissão, com provas, foi apresentado ao Conselho da Sociedade a 20 de Julho de 1870. Embora tendo sido aceite, desde que pareceu favorável aos fenómenos espíritas, a Sociedade não o publicou. Entretanto, a comissão entendeu que era de interesse público a sua publicação, tendo o feito privativamente em 1871.
O trabalho principal foi executado por seis subcomissões. A comissão organizadora realizou 15 reuniões para receber as provas orais de experiências espirituais (psíquicas) pessoais de 33 depoimentos escritos de 31 pessoas. Essa comissão afirmou que os relatórios das subcomissões: "...substancialmente corroboram uns aos outros, e parecem estabelecer as seguintes proposições:
1. Que sons de caráter muito variado, aparentemente oriundos de artigos de mobiliário, o piso e as parede da sala - as vibrações que acompanham cada som são muitas vezes nitidamente distintas ao toque - ocorrem sem serem produzidos pela ação muscular ou artifícios mecânicos.
2. Que movimentos de corpos pesados tem lugar sem auxílio de dispositivos mecânicos de qualquer natureza ou adequada aplicação de força muscular por parte das pessoas presentes, e frequentemente sem contacto ou conexão com qualquer pessoa.
3. Que estes sons e movimentos frequentemente ocorrem nos momentos e na forma solicitada por pessoas presentes, e por meio de simples código de sinais, respondem perguntas e enunciam comunicações coerentes.
4. Que as respostas e comunicações assim obtidas são, em sua maior parte, de um caráter comum, mas os fatos são por vezes corretamente apresentados, os quais só são conhecidos por uma das pessoas presentes.
5. Que as circunstâncias em que ocorrem os fenômenos são variáveis, e que o fato mais importante é que a presença de certas pessoas parece ser necessária para sua ocorrência e a de outras geralmente adversa; mas essa diferença não parece depender de qualquer crença ou descrença sobre os fenômenos.
6. Que, no entanto, a ocorrência dos fenômenos não é assegurada pela presença ou ausência de tais pessoas, respectivamente."

As provas foram resumidas no relatório da seguinte forma:
1. Treze testemunhas afirmaram que viram corpos pesados - em alguns casos, homens - levantar-se lentamente no ar e aí permanecer durante algum tempo sem apoios visíveis ou palpáveis.
2. Catorze depoente testemunharam terem visto mãos ou figuras, não pertencentes a qualquer ser humano, mas semelhantes aos vivos em aparência e mobilidade, as quais por vezes tocaram ou mesmo agarraram, e que eles estão, portanto, convictos de que não eram o resultado de impostura ou ilusão.
3. Cinco testemunhas afirmaram que foram tocadas por algum agente invisível, em várias partes do corpo, e muitas vezes, quando solicitadas, quando as mãos de todos os presentes eram visíveis.
4. Treze testemunhas declararam ter ouvido peças musicais bem tocadas em instrumentos que não eram manipulados por um agente determinável.
5. Cinco testemunhas afirmaram que viram brasas aplicadas nas mãos ou cabeças de várias pessoas sem produzir dor ou queimaduras; e três testemunhas afirmaram que tiveram a mesma experiência feita em si próprios com a mesma imunidade.
6. Oito testemunhas declararam que receberam informações precisas através de batidas, escritos, e de outras formas, [que] a precisão das mesmas era desconhecida à época para si ou para as pessoas presentes, e que, em investigações posteriores mostraram-se corretas.
7. Uma testemunha declarou que recebeu uma indicação precisa e detalhada que, no entanto, mostrou-se completamente errada.
8. Três testemunhas declararam que tinham estado presentes quando os desenhos, tanto a lápis como a cores, foram produzidas em tão pouco tempo, e sob condições tais que tornam impossível a ação humana.
9. Seis testemunhas declaram que receberam informações de eventos futuros e que, em alguns casos, as horas e minutos da sua ocorrência haviam sido preditas com exatidão, dias e até semanas antes."

E complementava:
"Além do que precede[,] foram dadas provas de fala em transe, de cura, de escrita automática, da introdução de flores e frutos em salas fechadas, vozes no ar, de visões em cristais e vidros, e do alongamento do corpo humano."